# No hay nada màs
No hay nada màs är en sång skriven av Lars Diedricson, Marcos Ubeda och Javiera Muñoz, och framförd av Javiera Muñoz under Melodifestivalen 2002. Bidraget slutade på sjätte plats. Den släpptes även på singel samma år, samt på artistens självtitulerade album som också utkom de året.
Arvingarna spelade 2002 in sången på sitt album Collection, då på svenska under namnet "I gult och blått" med text av Ulf Georgsson.

## Listplaceringar
| Lista (2002) | Placering |
| ------------ | --------- |
| Sverige      | 36        |

### Fotnoter
1. ↑  ”No hay nada màs”. Svensk mediedatabas. 1 mars 2002. https://smdb.kb.se/catalog/id/001548778. Läst 15 oktober 2018.
2. ↑  ”Javiera”. Svensk mediedatabas. 1 mars 2002. https://smdb.kb.se/catalog/id/001550012. Läst 15 oktober 2018.
3. ↑  ”Collection”. Svensk mediedatabas. 1 mars 2002. https://smdb.kb.se/catalog/id/001550698. Läst 15 oktober 2018.
4. ↑  ”No hay nada màs”. Swedishcharts. 1 mars 2002. https://swedishcharts.com/showitem.asp?interpret=Javiera&titel=No+hay+nada+m%E0s&cat=s. Läst 15 oktober 2018.